# Boutencourt
 Boutencourt  es una comuna y población de Francia, en la región de Picardía, departamento de Oise, en el distrito de Beauvais y cantón de Chaumont-en-Vexin.
Su población municipal en 2008 era de 252 habitantes.
Está integrada en la Communauté de communes du Vexin Thelle.

## Demografía
| 309 | 314 | 336 | 333 | 311 | 317 | 311 | 313 | 301 | 294 | 285 | 243 | 269 | 252 | 243 | 246 | 249 | 245 | 212 | 208 | 203 | 195 | 175 | 198 | 190 | 199 | 160 | 176 | 144 | 141 | 173 | 204 | 252 |
| Para los censos de 1962 a 1999 la población legal corresponde a la población sin duplicidades (Fuente: INSEE [Consultar]) |     |     |     |     |     |     |     |     |     |     |     |     |     |     |     |     |     |     |     |     |     |     |     |     |     |     |     |     |     |     |     |     |